# Varbergs stadshus

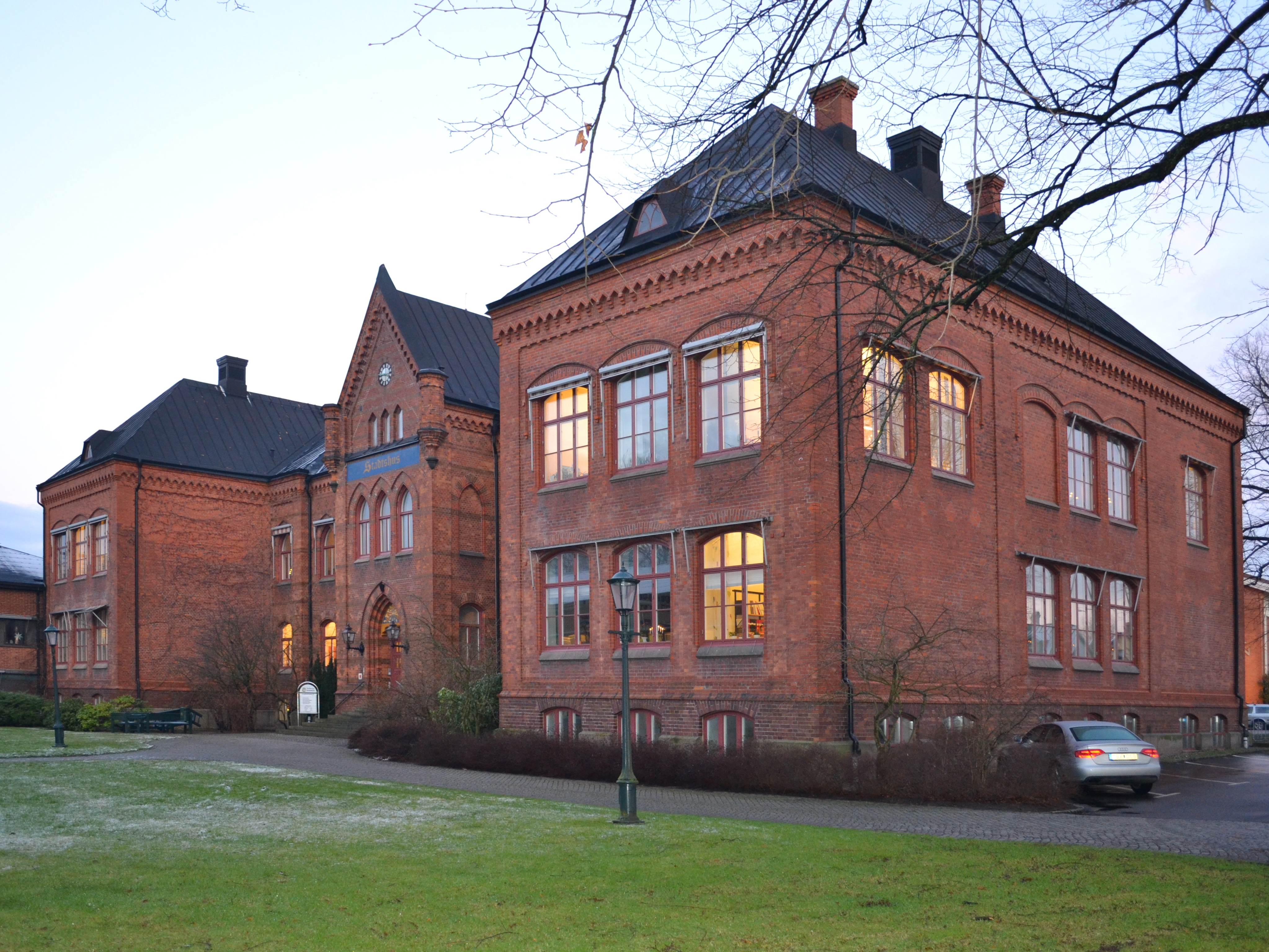
Varbergs stadshus.

Varbergs stadshus är en byggnad i Norra Förstaden i Varberg som inrymmer delar av Varbergs kommuns administration. Adressen är Engelbrektsgatan 15.
Byggnaden uppfördes 1894 av byggmästare Johannes Nilsson enligt arkitekt Emil Billings ritningar i en blandning av nygotik och nyrenässans för det som då var Varbergs lägre allmänna läroverk. Sedan 1960-talet har den använts som kommunhus. En tillbyggnad har skett framför stadshuset, vilket delvis skymmer fasaden. I stadshuset förrättas även borgerlig vigsel.